# Cantón de Cuers
El cantón de Cuers era una división administrativa francesa, que estaba situada en el departamento de Var y la región de Provenza-Alpes-Costa Azul.

## Composición
El cantón estaba formado por cuatro comunas:
- Carnoules
- Cuers
- Pierrefeu-du-Var
- Puget-Ville

## Supresión del cantón de Cuers
En aplicación del Decreto nº 2014-270 de 27 de febrero de 2014, el cantón de Cuers fue suprimido el 22 de marzo de 2015 y sus 4 comunas pasaron a formar parte; tres del nuevo cantón de Solliès-Pont y una del nuevo cantón de Garéoult.